# Mohombi
Mohombi, pseudonimo di Mohombi Nzasi Moupondo (Kinshasa, 28 agosto 1986), è un cantautore e ballerino svedese.
È cresciuto in uno dei quartieri suburbani di Stoccolma, chiamato Norsborg. Mohombi è stato il primo artista a firmare un contratto con la 2011 Records, casa discografica fondata da RedOne in sodalizio professionale con la Universal Music Group. Dal 2004 sino al 2008 ha fatto parte del gruppo hip hop degli Avalon assieme al fratello Djo Moupondo. Mohombi ha pubblicato il suo primo singolo da solista Bumpy Ride ad agosto 2010. Il singolo ha avuto un buon successo in tutta Europa ed è stato seguito dal suo primo album MoveMeant nel febbraio 2011.

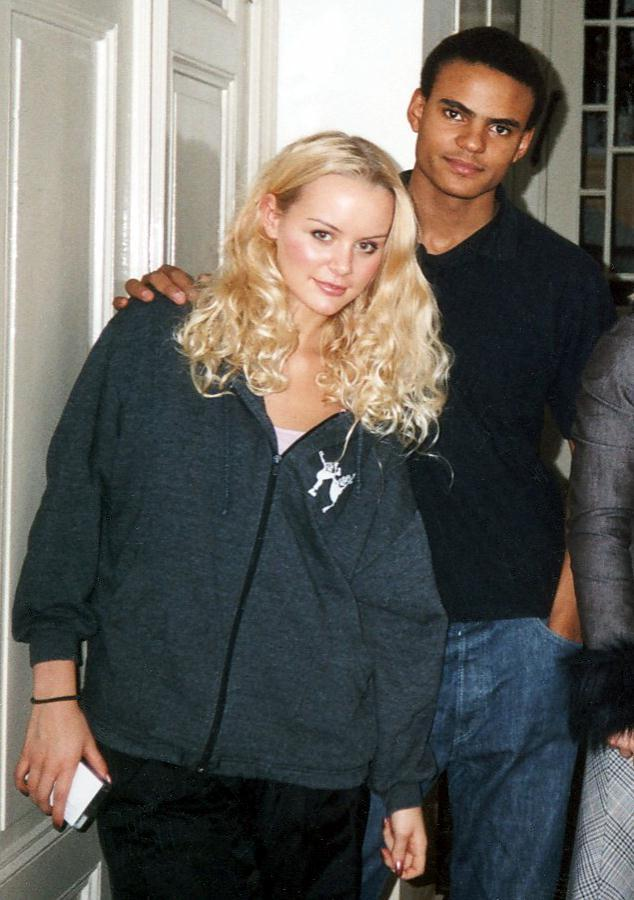
Helena Mattsson e Mohombi nel 2002

## Biografia
Mohombi è nato da madre svedese e padre congolese. Cresciuto nel Congo, Mohombi e la sua famiglia cercarono rifugio a Stoccolma per sfuggire alla guerra civile. I suoi genitori lo esposero a vari influssi musicali sin dall'infanzia permettendogli di plasmare la sua passione per la musica. Mohombi ha frequentato la Rytmus Music High School a Stoccolma e ha segnato il suo esordio sulle scene a diciassette anni in Wild Side Story, una rivisitazione teatrale del musical West Side Story.
A Stoccolma, Mohombi e il fratello Djo Moupondo si unirono al gruppo degli Avalon, che combinava la dancehall e hip hop con i distintivi ritmi africani con i quali era venuto a contatto durante la sua infanzia. Dal 2004 al 2008 il gruppo ha venduto oltre un milione di copie e ha riportato un premio dei Kora Awards, un equivalente africano dei Grammy Awards.
Nel 2005, il gruppo Avalon ha partecipato al Melodifestivalen e all'Eurovision Song Contest a Linköping con Big Up, una canzone bilingue inglese e francese con un'introduzione in lingua lingala. Sempre nel 2005 il gruppo Avalon partecipa al Show sthlm, un festival musicale annuale organizzato a Lava Kulturhuset.
Il 2 giugno 2007 hanno partecipato a Hoodsfredsfestivalen a Kista. Sempre nel 2007 il gruppo Avalon ha pubblicato l'album Afro-Viking. Il gruppo Avalon ha collaborato con artisti del cantautorato come Bob Sinclar, Million Stylez, Mohamed Lamine e Silver Room, Alexander Papadimas e molti altri.
Nel 2008 Mohombi si trasferisce a Los Angeles.
Mohombi è stato invitato a luglio 2015 a rappresentare i giovani del suo paese in occasione di un summit organizzato dalle Nazioni Unite a New York. È stato anche membro della giuria della stagione Best of the Best All Star 2015, il più grande talent show della RDC.
Nel 2017, Mohombi ha lanciato #AfricaUnited, una piattaforma di artisti africani il cui obiettivo è promuovere la musica dal continente di tutto il mondo. Insieme a Diamond Platnumz, Franko, Lumino, partecipa alla cerimonia di apertura della Coppa delle Nazioni Africane.
Nel 2018, Mohombi è ambasciatore presso l'organizzazione delle Nazioni Unite nell'ambito del Programma alimentare mondiale delle Nazioni Unite.
Mohombi parteciperà al Melodifestivalen 2019 con la canzone "Hello".
Nel 2020, Mohombi parteciperà al Melodifestivalen 2020, con la canzone "Winners".

## MoveMeant
Ha raggiunto il successo col suo primo brano intitolato Bumpy Ride nell'anno 2010.
In seguito Mohombi ha pubblicato Miss Me, come singolo di debutto nel Regno Unito il 31 ottobre 2010. Miss Me vede la collaborazione del rapper statunitense Nelly. Il suo terzo singolo chiamato Dirty Situation è stato commercializzato in Europa l'11 novembre e ha caratteristiche R&B grazie anche all'artista Akon. L'album di debutto di Mohombi si chiama MoveMeant è stato pubblicato in Europa lunedì 28 febbraio 2011.
Mohombi ha collaborato con l'ex Pussycat Dolls, Nicole Scherzinger nel singolo Coconut Tree. La canzone però non ha raggiunto i risultati sperati, non andando oltre la posizione numero 8 in Svezia e 80 in Canada. Il 2 settembre 2011 Mohombi ha pubblicato un altro singolo chiamato Maraca su iTunes in Svezia, raggiungendo la posizione numero 14. Mohombi ha anche registrato il brano Suave (Kiss Me) con Pitbull e Nayer. È stato nominato per il Best Act svedese del 2011 European Music Awards a Belfast.
Nel 2011, ha fatto la sua prima apparizione annuale ai MAD Video Music Awards, ad Atene, in Grecia, era in duetto con Katerína Stikoúdi, cantando "Coconut Tree (Coconut Tree" Make Me Stay "). 

## Universe
Nel 2014, Mohombi ha deciso di lasciare Universal Music e ha firmato con la sua etichetta La Clique Music, quindi ha pubblicato l'album Universe come secondo album in studio.

## 2014-Presenti
Nel 2014 Mohombi participa al Shaggy di I Need Your Love con Costi e Faydee
nel 2015 Mohombi partecipa al pitbull di Baddest Girl In Town. Con wisin.
Nel 2016 Mohombi partecipa al Joey Montana di picky(remix). Con Akon.
Nel 2019, Mohombi collabora con Juan Magán, Hyenas e Yasiris nel titolo Claro Que Si.
Nel dicembre 2022, Mohombi ha annunciato la sua candidatura per le elezioni presidenziali del 2023 come candidato indipendente..

## Premi e Nomination

### Premi
- 2003: Kora Awards, l'equivalente africano del Grammy Award per il miglior gruppo - Europa / Caraibi Diaspora.
- 2005: EUROVISION.
- 2005: Melodivestelen.
- 2015: Mohombi ottiene un Latin Italian Music Award per la sua partecipazione nell'album Pitbull DALE per il miglior album ritmico dell'anno.
- Nel 2016, Mohombi ottiene un Billboard Latin Music Awards per la sua partecipazione nell'album Pitbull DALE per il miglior album Latinry dell'anno.
- Nel 2016, Mohombi riceve un Grammy Award per la sua partecipazione nell'album DALE of Pitbull, nella categoria Miglior album dell'anno.
- Nel 2018: Mohombi è candidato ai Latin Grammy Awards per essere un compositore nell'album Vibras di J Balvin.
- 2019: Mohombi vince il premio a Prezzo BMI 2019, nella categoria: Il brano latino contemporaneo dell'anno composto sul titolo "Mi Gente" di J Balvin.
- In 2020: Mohombi vince un BMI Award, nella categoria  Canzone latina contemporanea dell'anno , come compositore sul titolo  Dinero  di Jennifer Lopez.

### Nomination
- 2004: nomination ai Kora Awards.
- 2011: nomination per la musica greca per Bumpy Ride.
- 2011: nominato per Grammis svedesi per Bumpy Ride.
- 2011: nomination agli MTV Europe Music Awards per il miglior cantante svedese dell'anno.
- 2017: Mohombi è stato nominato per i Big Apple Music Awards nella categoria: Best African Act Awards.
- 2018: Mohombi è nominato per i Daf Bama Music Awards nella categoria Miglior Artista Africano dell'Anno.

## Discografia

### Album
- 2011 - MoveMeant
- 2014 - Universe
- 2020 - Rumba 2.0

### Singoli e collaborazioni
- 2010 - Bumpy Ride
- 2010 - Bumpy Ride (Remix) (feat. Pitbull)
- 2010 - Miss Me (feat. Nelly)
- 2010 - Dirty Situation (feat. Akon)
- 2011 - Coconut Tree (feat. Nicole Scherzinger)
- 2011 - Suave (feat. Pitbull & Nayer)
- 2011 - Maraca
- 2012 - In Your Head
- 2012 - Love 2 Party (feat. Celia)
- 2012 - Crazy 4 U (feat. Karl Wolf)
- 2012 - Addicted (feat. DJ Assad, Graig David & Greg Parys)
- 2013 - I Found A Way (feat. Werrason)
- 2013 - Let her go (Passenger Remix)
- 2014 - Movin (feat. Birdman, KMC & Caskey)
- 2014 - Habibi (I Need Your Love) (feat. Shaggy, Faydee, Costi, Farruko & Don Omar)
- 2015 - Vive la vida (feat. Nicole Cherry)
- 2015 - Baddest Girl In Town (feat. Pitbull & Wisin)
- 2016 - Habibi (feat. Natalia Gordienko)
- 2016 - Let Me Love You (feat. DJ Rebel & Shaggy)
- 2016 - Picky Picky (Remix) (feat. Joey Montana & Akon)
- 2016 - Bottoms Up (feat. Alexandra Joner)
- 2016 - Legalize It (feat. Miami Rockets, Nicola Fasano & Noizy)
- 2016 - Infinity
- 2016 - Turn Me On (feat. DJ Politique)
- 2016 - Balans (feat. Alexandra Stan)
- 2016 - Kiss Kiss, (Feat. DJ R'AN feat. Big Ali).
- 2017 - Kiss Kiss Remix. (Feat. Ardian Pujubi, DJ R'AN, Big Ali)
- 2017 - La vie en rose, (Feat. DJ Antoine)
- 2017 - We on Fire (feat. D.Kullus)
- 2017 -  Rockonolo (Remix) (feat. Diamond Platnumz, Lumino & Franko)
- 2017 - Zonga Mama (feat Fally Ipupa)
- 2018 - Another Round (feat. Nicola Fasano & Alex Guesta, Pitbull
- 2018 - Kwangu njoo (feat. Vannesa Mdee)
- 2018 - Come Closer (feat. Roberto)
- 2018 - Balans (French Version) (feat. Alexandra Stan)
- 2018 - Mr Loverman
- 2018 - Mr loverman (Emrah turken floorfilla remix)
- 2018 - African Crew: La Magie (feat. Akuma, Hanane & Jaylann)
- 2018 - Coconut Lover (feat. Dogge Doggelito & Anthony Sky)
- 2019 - Claro que si (feat. Juan Magán, Yasiri & Hyenas)
- 2019  - Claro Que Si (JOSE AM & LI4M Remix) (feat. Yasiris, Juan Magan, Hyenas)
- 2019 - Hello
- 2019 - Hello (Remix) (feat. Youssou N'Dour)
- 2019 - Rail On (Papa Wemba Tribute)
- 2019 - Hello (Carnival Brain Remix)
- 2019 - Ndeko yako
- 2019 - My Love
- 2019 - Tetema Remix (con Rayvanny, Pitbull, Jeon & Diamond Platnumz)
- 2019 - I2I (Eye to Eye)
- 2020 - Winners
- 2020 - Plus Fortes (Mama)
- 2020 - The One (con Klara Hammarström)
- 2020 - Take Back Your Life, (con Duguneh, Sha)
- 2020 - Take Back Your Life (Crystal Rock & Marc Kiss Remix), (con. Duguneh, Crystal Rock, Sha, Marc Kiss)
- 2021 - Just Like That, (con. Mr P)
- 2021 - SOS, (Con. Lumino, Yekima, Danyka, Majoos, J. Tshimankinda, Christmas, Alesh, Demba)
- 2021 - Tayari, (Feat. Diamond Platnumz, Sergei Baka)
- 2023 - Chocola, (Con. Bayanni, Dawda)
- 2024 - Oh Na Na.